# Катастрофа ATR 42 в Пакистані
Катастрофа ATR 42 Pakistan Airlines — авіаційна катастрофа, що сталася 7 грудня 2016 року. Літак ATR 42-500 авіакомпанії Pakistan International Airlines, який виконував рейс PK-661 із Читрала в Ісламабад, зник з радарів у районі провінції Абботтабад. Усі 47 осіб, які перебували на борту, загинули.
| Громадянство | Жертв    | Жертв  | Загалом |
| Громадянство | Пасажири | Екіпаж | Загалом |
| ------------ | -------- | ------ | ------- |
| Пакистан     | 39       | 5      | 45      |
| Австрія      | 2        | 0      | 2       |
| Китай        | 1        | 0      | 1       |
| Загалом      | 42       | 5      | 47      |

## Літак
Літак ATR 42-500, який зазнав катастрофи, знаходився в експлуатації Pakistan International Airlines з 2007 року, в тому ж році він здійснив перший політ, мав серійний номер 663. У 2009 році при приземленні в Лахорі отримав пошкодження, після чого пройшов ремонт. На момент аварії літак відлітав 18739 годин.

## Хронологія подій
Літак ATR 42-500 вилетів з аеропорту Читрал 7 грудня 2016 року в Ісламабад о 15 годині 30 хвилин за місцевим часом, о 16 годині 40 хвилин рейс повинен був прибути в Міжнародний аеропорт імені Беназір Бхутто. Через деякий час після вильоту з Читрал командир повітряного судна передав сигнал SOS, після чого лайнер пропав з радарів, зв'язок з ним перервався. Незабаром стало відомо, що літак впав недалеко від міста Хавеліан. За деякими даними, причиною аварії стали проблеми з лівим двигуном.
Всього на борту знаходилося 42 пасажири (з них 31 чоловік, 9 жінок і двоє дітей) і 5 членів екіпажу, всі вони загинули. Серед пасажирів було двоє громадян Австрії і один громадянин КНР.
У той же день на місці катастрофи було знайдено чорну скриньку.
8 грудня 2016 року голова PIA Мухаммад Сайгол заявив про те, що причиною катастрофи могла стати поломка одного з турбогвинтових двигунів, остаточні висновки будуть встановлені в ході розслідування.

## Реакція
8 грудня 2016 року було оголошено в Пакистані днем жалоби.
Свої співчуття у зв'язку з катастрофою висловили, зокрема, лідери Азербайджану, Білорусі, Казахстану, КНР, Киргизстану, Російської Федерації, Туркменістану, ПАР.